# Nate Thurmond
Nathaniel „Nate” Thurmond (ur. 25 lipca 1941 w Akron, zm. 16 lipca 2016 w San Francisco) – amerykański koszykarz, występujący na pozycjach skrzydłowego lub środkowego, członek Koszykarskiej Galerii Sław.
Mierzący 211 cm wzrostu koszykarz studiował na Bowling Green State. Do NBA został wybrany z 3. numerem w drafcie 1963 przez San Francisco Warriors (od 1971 działających jako Golden State Warriors). Po swoim debiutanckim sezonie 1963/64 został zaliczony do All-NBA Rookie Team, uzyskując średnie 7 pkt., 10,4 zb., 1,1 as. 
W sezonie 1966/1967 zajął drugie miejsce w głosowaniu na MVP fazy zasadniczej.
W Warriors grał do 1974, kiedy został graczem Chicago Bulls. 18 października 1974 w meczu Bulls z Atlanta Hawks jako pierwszy w historii ligi uzyskał quadruple-double (22 pkt., 14 zb., 13 as., 12 bl.). Karierę kończył w 1977, w Cleveland Cavaliers.
Był specjalistą od zbiórek – w najlepszych sezonach miał ich ponad 20 na mecz. W 1968 ustanowił rekord kariery, notując średnio 22 zbiórki w meczu. Zajął wtedy drugie miejsce w NBA zaraz za Wiltem Chamberlainem (23,8 zb/m). Podobnie było i rok później, z tą różnicą, że notował średnio 19,7 zb. Łącznie w tej kategorii trzykrotnie zajmował drugie miejsce w lidze (1968-69, 1973), czterokrotnie był czwarty (1965-1967, 1972).
Był również zaliczany do grona najlepszych defensorów ligi. W I składzie defensywnym NBA znalazł się dwukrotnie (1969, 1971), natomiast w drugim – trzykrotnie (1972, 1973, 1974). Siedem razy brał udział w meczu gwiazd NBA. W 1996 znalazł się wśród 50 najlepszych graczy występujących kiedykolwiek w NBA.

## Osiągnięcia

### NCAA
- Uczestnik rozgrywek Sweet Sixteen turnieju NCAA (1963)
- Mistrz sezonu regularnego MAC (1962, 1963)
- Zaliczony do:
  - I składu konferencji Mid-American  (MAC – 1961–1963)
  - II składu All-American (1963)[3]
  - Akademickiej Galerii Sław Koszykówki (2006)[4]

### NBA
- Finalista NBA (1964)[5]
- Uczestnik meczu gwiazd:
  - NBA (1965–1968, 1970, 1973–1974)[6]
  - NBA vs ABA (1971)[7]
  - Legend NBA (1984–1988)[8]
- Wybrany do:
  - I składu:
    - debiutantów NBA (1964)[9]
    - defensywnego NBA (1969, 1971)[10]

  - II składu defensywnego NBA (1972-1974)[10]
  - grona 50. najlepszych zawodników w historii NBA (NBA’s 50th Anniversary All-Time Team – 1996)[11]
  - składu najlepszych zawodników w historii NBA, wybranego z okazji obchodów 75-lecia istnienia ligi (2021)[12]
  - Koszykarskiej Galerii Sław (Naismith Memorial Basketball Hall Of Fame - 1985)[13]
- Kluby Cavaliers oraz Warriors zastrzegły należący do niego w numer 42[14]

## Rekordy kariery

### Sezon zasadniczy
| Statystyka                       | Rezultat  | Przeciwnik             | Data       |
| -------------------------------- | --------- | ---------------------- | ---------- |
| Punkty                           | 43        | Detroit Pistons        | 24.02.1971 |
| Punkty                           | 42        | Detroit Pistons        | 30.12.1971 |
| Skuteczność z gry                |           |                        |            |
| Celne rzuty z gry                | 18        | Detroit Pistons        | 24.02.1971 |
| Oddane rzuty z gry               | 34        |                        |            |
| Celne rzuty wolne, bez pomyłki   | –         |                        |            |
| Celne rzuty wolne, jedna pomyłka | 15–16     | Milwaukee Bucks        | 12.02.1972 |
| Celne rzuty wolne                | 16        | Seattle SuperSonics    | 31.12.1967 |
| Oddane rzuty wolne               | 22        |                        |            |
| Zbiórki                          | 42        | Detroit Pistons        | 19.11.1965 |
| Zbiórki                          | 37        | Baltimore Bullets      | 27.10.1964 |
| Zbiórki                          | 37        | Los Angeles Lakers     | 20.12.1966 |
| Zbiórki, połowa meczu            | 24        | Los Angeles Lakers     | 20.12.1966 |
| Zbiórki, kwarta                  | 18        | Baltimore Bullets      | 28.02.1965 |
| Asysty                           | 13        |                        |            |
| Bloki                            | 12        | Atlanta Hawks          | 18.10.1974 |
| Bloki                            | 8         | Portland Trail Blazers | 3.12.1974  |
| Minuty                           | 63 (3 OT) | Los Angeles Lakers     | 2.02.1969  |

### Play-offs
| Statystyka                             | Rezultat | Przeciwnik         | Data       |
| -------------------------------------- | -------- | ------------------ | ---------- |
| Punkty                                 | 32       |                    |            |
| Skuteczność z gry                      |          |                    |            |
| Celne rzuty z gry                      | 13       |                    |            |
| Oddane rzuty z gry                     | 29       |                    |            |
| Oddane rzuty wolne, żaden nie trafiony | 0–3      | Los Angeles Lakers | 4.04.1969  |
| Celne rzuty wolne                      | 8        |                    |            |
| Oddane rzuty wolne                     | 11       |                    |            |
| Zbiórki                                | 31       | Philadelphia 76ers | 14.04.1967 |
| Asysty                                 | 9        |                    |            |
| Bloki                                  | 6        | Boston Celtics     | 14.05.1976 |

## Rekordy NBA

### Sezon zasadniczy
- Pierwszy zawodnik w historii NBA, który uzyskał tzw. quadruple-double w pojedynczym spotkaniu: Chicago Bulls (120) vs. Atlanta Hawks (115), 18.10.1974 (OT)
  - 22 punkty, 14 zbiórek, 13 asyst, 12 bloków w 45 minut
  - Spotkanie to było pierwszym w sezonie 1974/75 oraz debiutem Thurmonda w barwach Bulls.
  - Alvin Robertson, Hakeem Olajuwon i David Robinson są jedynymi zawodnikami w historii, którzy również uzyskali quadruple-double.
- Jeden z zaledwie pięciu zawodników w historii NBA, których średnia zbiórek z całej kariery wynosi co najmniej 15 na mecz: 15,0 (14 464/964)
  - Pozostali, którzy tego dokonali to: Wilt Chamberlain, Bill Russell, Bob Pettit, Jerry Lucas
- Jeden z zaledwie pięciu zawodników w historii NBA, których średnia zbiórek z całego sezonu wyniosła co najmniej 20 na mecz: 21,3 (1966), 22,0 (1967)
  - Pozostali, którzy tego dokonali to: Bill Russell, Wilt Chamberlain, Bob Pettit, Jerry Lucas
- Jeden z zaledwie czterech zawodników w historii NBA, którzy uzyskali co najmniej 40 zbiórek w jednym meczu: 42, vs. Detroit Pistons, 9.11.1965
  - Pozostali, którzy tego dokonali to: Bill Russell, Wilt Chamberlain, Jerry Lucas
- Największa liczba zbiórek, uzyskanych w jednej kwarcie: 18, vs. Baltimore Bullets, 28.02.1965

### Play-offs
- Co najmniej 20 zbiórek w całej serii play-off: 6 gier, vs. Philadelphia 76ers (finały NBA 1967)
  - Wilt Chamberlain dokonał tego samego w barwach drużyny przeciwnej, Philadelphia 76ers, w tej samej  serii.

### Finały NBA
- Co najmniej 20 zbiórek w całej serii finałowej: 6 gier, vs. Philadelphia 76ers (finały NBA 1967)
  - Wilt Chamberlain dokonał tego samego w barwach drużyny przeciwnej, Philadelphia 76ers, w tej samej  serii.
  - Bill Russell dokonał tego 3-krotnie (1959, 1961-62), natomiast Wilt Chamberlain 2-krotnie (1964, 1967).